# En vapenlös Kristus är farlig
En vapenlös Kristus är farlig är en psalm med text skriven av Olov Hartman. Musiken är skriven av Sven-Erik Bäck

## Publicerad som
- Nr 891 i Psalmer i 90-talet under rubriken "Tillsammans på jorden".